# Concattedrale di Corfinio
La basilica concattedrale di San Pelino è il duomo di Corfinio e concattedrale della diocesi di Sulmona-Valva. L'antica Corfinium assunse il nome di Valva in epoca longobarda; divenne poi Pentima, per assumere definitivamente il nome di Corfinio nel 1928, in ricordo dell'antica città italica. Il complesso di Corfinio si compone della chiesa di San Pelino e dell'oratorio di Sant'Alessandro, dichiarati monumento nazionale nel 1902.

## Storia

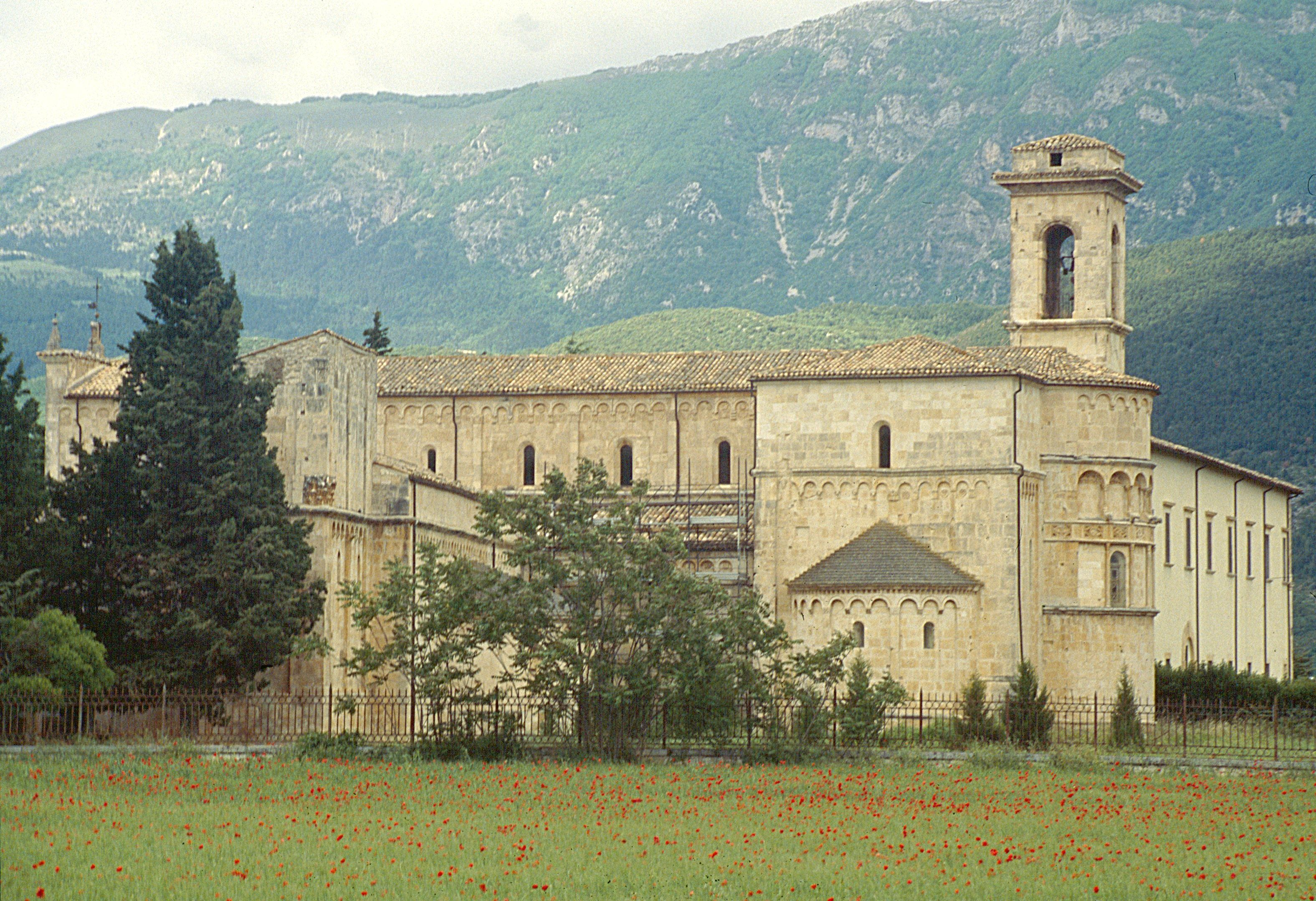
Veduta laterale

La primitiva basilica sorse sulla tomba di san Pelino, vescovo di Brindisi, martire al tempo dell'imperatore Giuliano l'Apostata, nel sepolcreto sito nei pressi della città di Corfinium, capitale dei popoli italici insorti contro Roma. Secondo la tradizione la sua costruzione si deve ad un discepolo di Pelino, Cipriote. La città, risorta in età longobarda con il nome Valva, fu poi definitivamente distrutta dalle incursioni dei Saraceni (881) e degli Ungari (937).
Nel 1075 il vescovo Trasmondo, prediletto del grande pontefice Gregorio VII, come viene attestato nel Chronicon Casauriense, promosse la rifondazione della basilica insieme a quella di San Panfilo di Sulmona, utilizzando le maestranze che avevano da poco edificato San Liberatore alla Maiella. I lavori iniziarono però nel 1081 con il suo successore, il vescovo Giovanni detto Il Peccatore, e si interruppero nel 1092 con la consacrazione della sola parte realizzata, il transetto monoabsidato dell'oratorio di Sant'Alessandro, fatto costruire sul fianco destro della chiesa di San Pelino per custodire le spoglie di papa Alessandro I (109-119) pare dal capitano normanno Ugo Malmozzetto, come dichiaravano due iscrizioni in marmo conservate in sito e leggibili ancora nel XVII secolo dall'Ughelli.
L'opera fu ripresa e portata a termine dal vescovo Gualtiero (1104-1124), che consacrò solennemente la cattedrale nel 1124. La chiesa fu poi nuovamente consacrata nel 1181 in occasione della deposizione delle reliquie di San Pelino; alla stessa epoca risale il pulpito. In seguito la struttura fu incendiata nel 1229 e successivamente restaurata da tale Giustino da Chieti, il cui nome e la data (1235) si trovano scolpiti all'interno della chiesa. Verso la fine del XIII secolo è attestata la costruzione di un episcopio a fianco della cattedrale.
Più volte devastata da terremoti, la chiesa è stata internamente rifatta secondo il gusto barocco nei secoli XVII e XVIII. Queste aggiunte e rifacimenti sono stati totalmente rimossi nei lavori di restauro promossi negli anni Settanta del secolo scorso dal soprintendente Mario Moretti, che hanno riportato l'edificio all'antico aspetto romanico: in questa occasione è stata eliminata la cupola con il tiburio ed è stata ripristinata la copertura lignea della navata centrale togliendo le volte posticce.
Dagli anni '70 l'annesso monastero ospita del monache dell'Ordine della Visitazione di Maria.

## Descrizione

### La chiesa di San Pelino

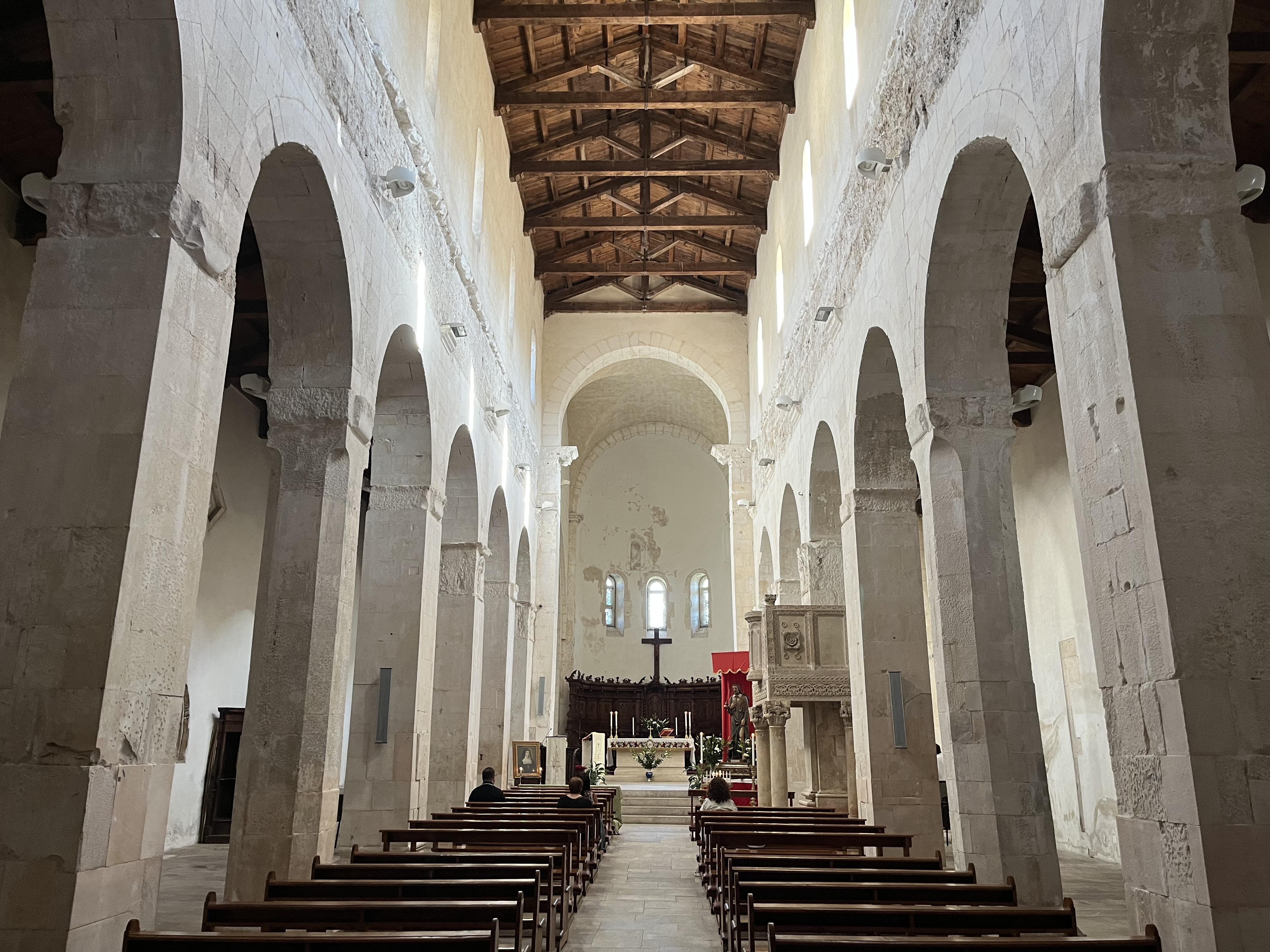
Navate del complesso di San Pelino

La facciata è costituita da due parti distinte ed edificate in epoca diversa. La parte inferiore consta di due arconi ciechi e di un portale centrale decorato con fregi e volute, affiancato da due lesene e sormontato da una lunetta. La parte superiore è priva di ogni elemento decorativo. Un portale secondario si apre sul fianco sinistro della chiesa.
L'interno della chiesa è a tre navate scandite da pilastri che sorreggono archi a sesto acuto e con un transetto preceduto da un arco trionfale e tutto sesto. La navata centrale termina con un'abside (terminata nel XIII secolo), mentre altre due absidi si trovano nelle parti esterne del transetto.
Degni di menzione per il loro valore storico-artistico sono:
- nel transetto di sinistra una Madonna col Bambino benedicente, realizzata in pietra all'interno di una nicchia;
- su un pilastro della navata centrale, il pulpito, realizzato tra il 1168 ed il 1188 all'epoca del vescovo Oderisio, smontato in epoca barocca e ricostruito nel secolo scorso
- due resti di affreschi duecenteschi: nell'abside di destra un Crocifisso con santo francescano, e nella controfacciata busti di santi
- il coro ligneo del presbiterio, realizzato da Ferdinando Mosca nel 1738.

### L'oratorio di Sant'Alessandro

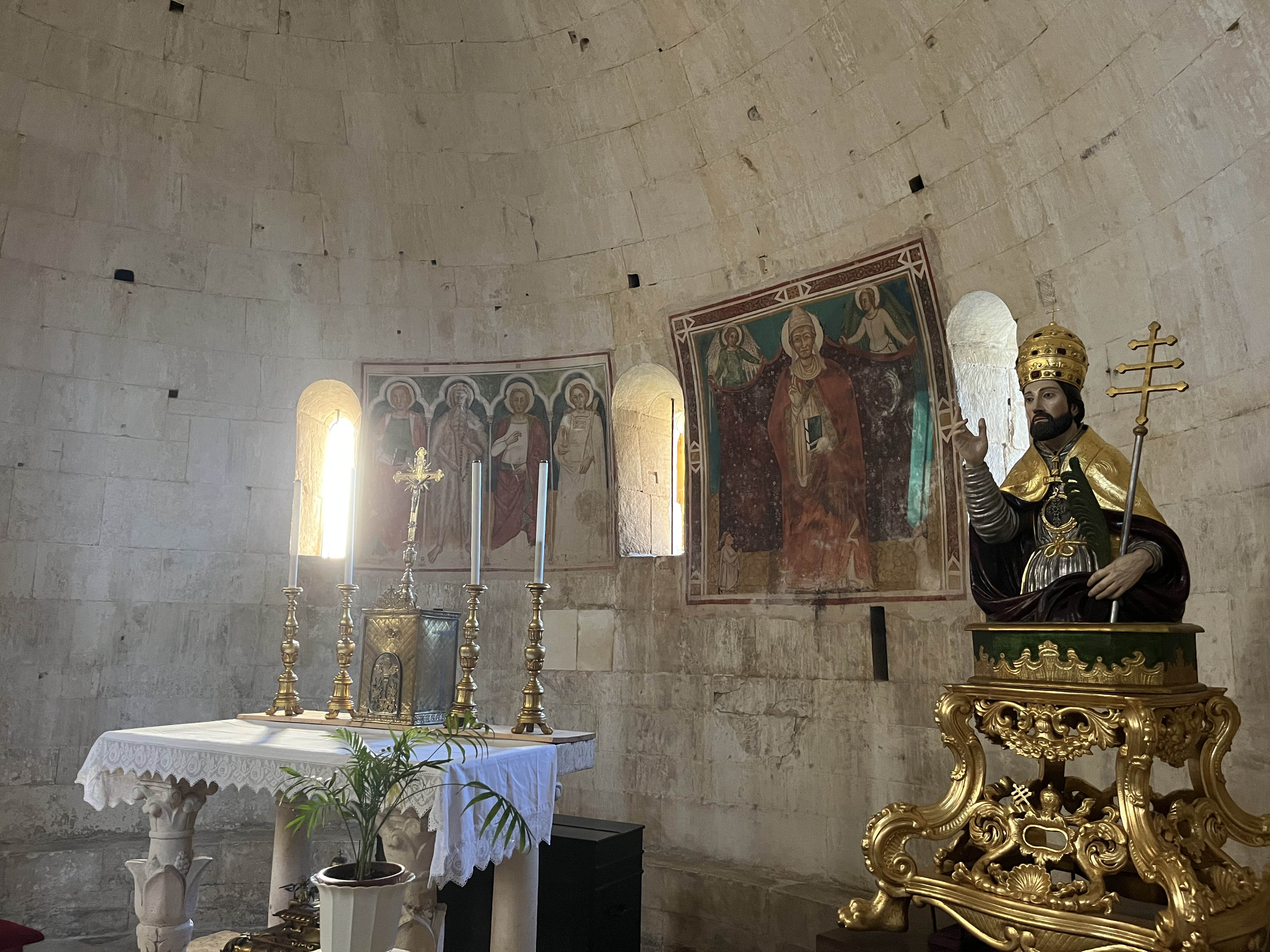
Dettagli dell'altare dell'oratorio di Sant'Alessandro

L'oratorio, che si diparte dal corpo basilicale e termina con una torre di difesa, fu eretto sul fianco destro della chiesa di San Pelino per custodire le spoglie di papa Alessandro I (109-119), anche se il luogo della sepoltura non è mai stato identificato.
La pianta rettangolare termina con un'abside. È ancora oggetto di studio e di dibattiti l'origine di questo edificio, che alcuni identificano come il transetto di una chiesa più grande voluta dal vescovo Trasmondo, ma mai ultimata. L'interno della struttura è diviso in quattro campate con volta a crociera. L'abside è affrescato con figure di santi (XIII secolo).